# 今戸
今戸（いまど）は、東京都台東区にある地名。現行行政地名は今戸一丁目および今戸二丁目。住居表示実施済区域。

## 地理
台東区の北東部に位置する。町域南部は台東区浅草に接する。西部は吉野通りに接しこれを境に東浅草に接する。北部は、今吉柳通りに接しこれを境に台東区清川・台東区橋場にそれぞれ接する。墨田区（向島）との区境に当たる。町域内は主に商店と各種事業所と寺院と住居が混在した地域となっている。また隅田川沿いには学校や公園など公共施設が並んでいる。

### 河川・橋梁
- 隅田川
  - 桜橋

## 歴史
現在ではほとんど見られなくなったが、かつて当地は今戸焼といった焼き物が盛んであったことでも知られていた。今戸焼の起源は天正年間（安土桃山時代）にまでさかのぼることができ、今戸焼の招き猫は江戸時代では浅草界隈の名物の一つとしても知られていた。（丸〆猫の項参照）
- 1926年（大正15年）6月28日 - 新たな今戸橋が完成。浅草7丁目と今戸1丁目を結ぶ幹線街路の拡幅によるもの。長さ26メートル、幅22メートル[5]。

## 世帯数と人口
2025年（令和7年）3月1日現在（台東区発表）の世帯数と人口は以下の通りである。
| 丁目       | 世帯数    | 人口    |
| ---------- | --------- | ------- |
| 今戸一丁目 | 960世帯   | 1,518人 |
| 今戸二丁目 | 1,937世帯 | 3,278人 |
| 計         | 2,897世帯 | 4,796人 |

### 人口の変遷
国勢調査による人口の推移。
| 年                 | 人口  |
| ------------------ | ----- |
| 1995年（平成7年）  | 4,140 |
| 2000年（平成12年） | 3,966 |
| 2005年（平成17年） | 3,711 |
| 2010年（平成22年） | 3,934 |
| 2015年（平成27年） | 4,343 |
| 2020年（令和2年）  | 4,541 |

### 世帯数の変遷
国勢調査による世帯数の推移。
| 年                 | 世帯数 |
| ------------------ | ------ |
| 1995年（平成7年）  | 1,681  |
| 2000年（平成12年） | 1,733  |
| 2005年（平成17年） | 1,659  |
| 2010年（平成22年） | 1,975  |
| 2015年（平成27年） | 2,335  |
| 2020年（令和2年）  | 2,570  |

## 学区
区立小・中学校に通う場合、学区は以下の通りとなる（2023年9月現在）。
| 丁目       | 番地 | 小学校             | 中学校             |
| ---------- | ---- | ------------------ | ------------------ |
| 今戸一丁目 | 全域 | 台東区立富士小学校 | 台東区立桜橋中学校 |
| 今戸二丁目 | 全域 | 台東区立石浜小学校 | 台東区立桜橋中学校 |

## 交通
水上バス
- 東京都公園協会 - 隅田川経由で両国・千住・荒川遊園・神谷・小豆沢

道路
- 東京都道314号言問大谷田線
- 東京都道464号言問橋南千住線

## 事業所
2021年（令和3年）現在の経済センサス調査による事業所数と従業員数は以下の通りである。
| 丁目       | 事業所数  | 従業員数 |
| ---------- | --------- | -------- |
| 今戸一丁目 | 117事業所 | 883人    |
| 今戸二丁目 | 180事業所 | 1,466人  |
| 計         | 297事業所 | 2,349人  |

### 事業者数の変遷
経済センサスによる事業所数の推移。
| 年                 | 事業者数 |
| ------------------ | -------- |
| 2016年（平成28年） | 319      |
| 2021年（令和3年）  | 297      |

### 従業員数の変遷
経済センサスによる従業員数の推移。
| 年                 | 従業員数 |
| ------------------ | -------- |
| 2016年（平成28年） | 2,250    |
| 2021年（令和3年）  | 2,349    |

## 施設
公共施設
- 台東リバーサイドスポーツセンター

教育機関
- 東京都立浅草高等学校
- 台東区立桜橋中学校

公園
- 台東区立隅田公園
- 台東区立山谷堀公園
- 台東区立今戸公園

寺社
- 今戸神社
- 熱田神社
- 称福寺 - 亀田鵬斎・喜多村直寛などの墓があった。
- 長昌寺
- 瑞泉寺
- 海禅寺

## 出身・ゆかりのある人物
- 上原政兵衛（毛皮貿易商、上原政兵衛商店社長[15]） - かつて今戸町に居住していた[15]。
- 川口松太郎（小説家、劇作家） - 直木賞受賞作家である。

## その他

### 日本郵便
- 郵便番号 : 111-0024[3]（集配局 : 浅草郵便局[16]）。